# Eugeniusz Guzek
Eugeniusz Tadeusz Guzek ps. „Grabowski”, „Albinos”, „Grabski” (ur. 24 listopada 1922 w Warszawie, zm. 21 listopada 2015 tamże) – polski działacz podziemia niepodległościowego w czasie II wojny światowej, uczestnik powstania warszawskiego, podpułkownik WP w stanie spoczynku, kawaler Orderu Virtuti Militari.

## Życiorys
Urodził się w rodzinie Józefa (laboranta) i Zuzanny z d. Kobus. Uczeń III gimnazjum miejskiego.
Przed wojną należał do 80 Drużyny Harcerskiej im. Jędrzeja Śniadeckiego i w jej ramach uczestniczył w kampanii wrześniowej 1939 w pomocniczej służby wojskowej. Podczas okupacji niemieckiej był żołnierzem kolejno Służby Zwycięstwu Polski,
Związku Walki Zbrojnej i Armii Krajowej, w szeregach której podczas powstania warszawskiego walczył w szeregach Zgrupowania pułku Baszta (kompania K-2). W maju 1943 ukończył Szkołę Podchorążych i został mianowany dowódcą drużyny a następnie dowódcą plutonu.
Podczas powstania warszawskiego w stopniu plutonowego podchorążego brał udział w walkach na Mokotowie i Okęciu. Za te walki został odznaczony Krzyżem Srebrnym Orderu Wojennego Virtuti Militari. Po upadku powstania jeniec stalagu w Sandbostel.
Po zakończeniu wojny i powrocie do Polski (1946) rozpoczął studia na Wydziale Budownictwa Politechniki Warszawskiej, które ukończył w 1952, po czym pracował w warszawskiej Dyrekcji Rozbudowy Miasta jako architekt. Po przejściu na emeryturę działał w organizacjach kombatanckich.
Od roku 2006 zasiadał w Zarządzie Klubu Kawalerów Orderu Wojennego Virtuti Militari. W 1987 roku wraz ze swoimi rodzicami Józefem i Zuzanną (oboje odznaczeni pośmiertnie) został wyróżniony tytułem honorowym i medalem Sprawiedliwy wśród Narodów Świata.  Od 8 listopada 2010 do śmierci był członkiem Kapituły Orderu Wojennego Virtuti Militari. 1 października wziął udział w obchodach 80-lecia 80 WDH. Był wtedy ostatnim żyjącym członkiem, który był w 80 WDH od samego początku. Zmarł w 2015 roku. Został pochowany z wojskowymi i harcerskimi honorami na Cmentarzu Bródnowskim (kwatera 4N-1-7).

## Życie prywatne
Żonaty od 1944 z Janiną z d. Król. Mieli córkę Hannę (ur. 1946).

## Odznaczenia
- Krzyż Srebrny Orderu Wojennego Virtuti Militari nr 12791[1] – 3 maja 1946 za skuteczne powstrzymanie ataku niemieckiej piechoty dążącej do odcięcia walczących powstańców na terenie wyścigów od reszty Mokotowa[3]
- Krzyż Komandorski Orderu Odrodzenia Polski – 15 lipca 2004 za wybitne zasługi w działalności na rzecz niepodległości Rzeczypospolitej Polskiej, za osiągnięcia w pracy społecznej w organizacjach kombatanckich[10]
- Krzyż Oficerski Orderu Odrodzenia Polski[11]
- Krzyż Kawalerski Orderu Odrodzenia Polski[3]
- Krzyż Walecznych[3][11][1]
- Srebrny Krzyż Zasługi z Mieczami[3]
- Złoty Krzyż Zasługi[3]
- Srebrny Krzyż Zasługi[3]
- Krzyż Armii Krajowej[3][1]
- Krzyż Partyzancki[3]
- Warszawski Krzyż Powstańczy[3][11]
- Medal „Pro Patria”[11]
- Medal „Pro Memoria”[11]
- Medal „Sprawiedliwy Wśród Narodów Świata”[3][1]